# Jean Philippe (chanteur)
Pour les articles homonymes, voir Jean Philippe et Philippe.
Jean Philippe Gargantiel dit Jean Philippe est un chanteur français né en 1930 et mort le 7 janvier 2022 au Québec à l'âge de 91 ans.

## Biographie

### Famille et jeunesse
Fils d'un directeur d'hôtel, il est Petit chanteur à la croix de bois, puis chef de la chorale "Les Grillons".

### Débuts professionnels
Après un premier succès dans les années 1950, il subit une éclipse pendant deux ans qui l'oblige à devenir vendeur de voitures, puis de chemises, avant de voir sa carrière relancée en 1957 grâce à une émission d'Europe 1.

### Carrière musicale
En 1958, Jean Philippe est désigné comme le représentant de la France à l'Eurovision 1959 lors d'une finale organisée par la Radiodiffusion-télévision française.
Il a donc représenté la France en 1959 lors de la 4e édition du Concours Eurovision de la chanson 1959. Le Grand Prix Eurovision 1959 de la chanson européenne est organisé en France, à Cannes au Palais des Festivals et des Congrès le 11 mars 1959, après la victoire d'André Claveau l'année précédente au Concours Eurovision de la chanson 1958, à Hilversum, aux Pays-Bas. Jean Philippe interprète la chanson Oui, oui, oui, oui, écrite par Pierre Cour et composée par Hubert Giraud, en première position sur la scène sous la direction du chef d'orchestre Franck Pourcel. Après le vote des pays, il s'est classé 3e sur 11, obtenant 15 points. Particularité du concours 1959 : à la fin de l'émission, on reprit les chansons classées aux trois premières places, dont celle de Jean Philippe. C'est la seule année où cette répétition du trio de tête eut lieu.
Jean Philippe apparaît, en 1960, dans le film Jazz Boat dans lequel il interprète sa chanson Oui, oui, oui, oui. Elle sera ensuite popularisée par la reprise de Sacha Distel.
En 1960, Jean Philippe chante la chanson Les Étangs de Sologne dont les paroles sont de Paul Vialar, sur une musique d'Henri Betti. Il l'a interprétée dans l'émission de la télévision française Toute la chanson.
Le radiodiffuseur suisse, Société suisse de radiodiffusion et télévision (SRG SSR), choisit Jean Philippe lors d'une sélection interne pour le Concours Eurovision de la chanson 1962 avec la chanson Le Retour, écrite par Émile Gardaz et composée par Géo Voumard avec Cédric Dumont comme chef d'orchestre. Jean Philippe est le premier artiste masculin à représenter la Suisse au Concours Eurovision de la chanson.
Le 18 mars 1962 à la Villa Louvigny de Luxembourg, lors du Concours Eurovision de la chanson 1962 nommé Grand Prix Eurovision de la chanson européenne 1962, il représente donc la Suisse avec la chanson Le Retour, passant en 11e position sur les 16 participants, et sous la direction de Cédric Dumont. Après le vote final, il se classe 10e ex aequo avec la chanteuse danoise Ellen Winther et sa chanson Vuggevise, et la représentante norvégienne Inger Jacobsen avec son titre Kom sol, kom regn, tous trois ayant obtenu deux points et se classant avant-derniers devant les quatre pays derniers ex- . La représentante française Isabelle Aubret gagne le concours avec la chanson Un premier amour et donne à la France sa troisième victoire à l'Eurovision.
Jean Philippe est le premier artiste à avoir représenté deux pays au Concours Eurovision de la chanson.